# Riga Football Club
El Riga Football Club es un club de fútbol con sede en Riga, Letonia. Fue fundado en 2014 y compite en la Virslīga, máxima categoría nacional. En 2018, el club se convirtió en campeón de Letonia.

## Historia
El equipo fue fundado en 2014 como Caramba Riga, y tras subir a la Primera Liga de Letonia se fusionó con otro club de la capital, el Dinamo Riga. En la temporada 2015 compitió bajo el nombre provisional de «Caramba/Dinamo» y obtuvo un nuevo ascenso a la máxima categoría como campeón invicto. A partir de 2016 pasó a llamarse «Riga Football Club», inspirándose en el desaparecido FK Rīga.
Sus mejores actuaciones se han dado en la Copa de Letonia: fue finalista de la edición 2016-17, perdida ante el FK Ventspils, y volvió a caer en la final del 2017 contra FK Liepāja.

## Entrenadores
- Mihails Koņevs (2015)
- Kiril Kurbatov (2016)
- Dmitri Khomukha (2016)
- Vladimir Volchek (2016-17)
- Mihails Koņevs (2017)
- Yevgeny Perevertaylo (2017)
- Slaviša Stojanović (2017)
- Goce Sedloski (2018)
- Mihails Koņevs (2018)
- Viktor Skrypnyk (2018-19)
- Luís Berkemeier Pimenta (2019)
- Mihails Koņevs (2019)
- Oleg Kubarev (2019)
- Mihails Koņevs (2019-20)
- Oleg Kononov (2020)
- Mihails Koņevs (2020)
- Denis Laktionov (2021)
- Kristaps Blanks (2021)
- Andris Rihters (2021)
- Sashko Poposki (2021)
- Thorsten Fink (2022)
- Kristaps Blanks (2022)
- Sandro Perković (2022-23)
- Tomislav Stipić (2023)
- Simo Valakari (2023-2024)
- Mareks Zuntners (2024-2025)
- Adrián Guľa (2025-presente)

## Palmarés

### Títulos nacionales (7)
| Competiciones nacionales      | Títulos          | Subcampeonatos |
| ----------------------------- | ---------------- | -------------- |
| Virslīga (3/2)                | 2018, 2019, 2020 | 2022, 2023     |
| Copa de Letonia (2/2)         | 2018, 2023       | 2016-17, 2017  |
| Primera Liga de Letonia (1/0) | 2015             |                |
| Supercopa de Letonia (1/1)    | 2024             | 2025           |

## Participación en competiciones europeas
| Temporada | Torneo                   | Ronda            | Club               | Local      | Visita | Global       |
| --------- | ------------------------ | ---------------- | ------------------ | ---------- | ------ | ------------ |
| 2018–19   | Europa League            | Clasificatoria 1 | CSKA Sofia         | 1−0        | 0−1    | 1−1 (3:5 p.) |
| 2019–20   | UEFA Champions League    | Clasificatoria 1 | Dundalk            | 0−0        | 0−0    | 0−0 (4:5 p.) |
| 2019–20   | UEFA Europa League       | Clasificatoria 2 | Piast Gliwice      | 2−1        | 2−3    | 4−4 (v.)     |
| 2019–20   | UEFA Europa League       | Clasificatoria 3 | HJK                | 1−1        | 2−2    | 3−3 (v.)     |
| 2019–20   | UEFA Europa League       | Play-Off         | Copenhague         | 1−0        | 1−3    | 2−3          |
| 2020-21   | UEFA Champions League    | Clasificatoria 1 | Maccabi Tel Aviv   | –          | 0−2    | 0−2          |
| 2020-21   | UEFA Europa League       | Clasificatoria 2 | Tre Fiori          | 1−0        | –      | 1−0          |
| 2020-21   | UEFA Europa League       | Clasificatoria 3 | Celtic             | 0−1        | –      | 0−1          |
| 2021-22   | UEFA Champions League    | Clasificatoria 1 | Malmö              | 1−1        | 0−1    | 1−2          |
| 2021-22   | Europa Conference League | Clasificatoria 2 | Shkëndija          | 2−0        | 1−0    | 3−0          |
| 2021-22   | Europa Conference League | Clasificatoria 3 | Hibernians         | 0−1        | 4−1    | 4−2 (t. s.)  |
| 2021-22   | Europa Conference League | Play-Off         | Lincoln Red Imps   | 1−1        | 1−3    | 2−4 (t. s.)  |
| 2022-23   | Europa Conference League | Clasificatoria 1 | Derry City         | 2−0        | 2-0    | 4−0          |
| 2022-23   | Europa Conference League | Clasificatoria 2 | MFK Ružomberok     | 2-1        | 3-0    | 5-1          |
| 2022-23   | Europa Conference League | Clasificatoria 3 | Gil Vicente        | 1-1        | 0-4    | 1-5          |
| 2023–24   | Europa Conference League | Clasificatoria 1 | Víkingur Reykjavík | 2−0        | 0−1    | 2−1          |
| 2023–24   | Europa Conference League | Clasificatoria 2 | Kecskemét          | 3−1 (t.s.) | 1−2    | 4−3          |
| 2023–24   | Europa Conference League | Clasificatoria 3 | Twente             | 0−3        | 0−2    | 0−5          |
| 2024-25   | Conference League        | Clasificatoria 2 | Śląsk Wrocław      | 1−0        | 1-3    | 2-3          |